# Väversunda distrikt
Väversunda distrikt är ett distrikt i Vadstena kommun och Östergötlands län. 
Distriktet ligger mellan Vättern och Tåkern, söder om Vadstena. 

## Tidigare administrativ tillhörighet
Distriktet inrättades 2016 och utgörs av en del av området som Vadstena stad omfattade till 1971, delen som före 1967 utgjorde Väversunda socken.
Området motsvarar den omfattning Väversunda församling hade vid årsskiftet 1999/2000.